# Acquis de Schengen
O acquis de Schengen, também conhecido como acervo de Schengen, é um conjunto de normas e regulamentos, incorporados no direito da União Europeia, destinadas a promover a livre circulação dos cidadãos no designado Espaço Schengen, e que regulam o Espaço de liberdade, de segurança e de justiça (ELSJ) e as relações entre os Estados signatários da Convenção de Schengen.
Apesar do ELSJ ser frequentemente confundido com o Espaço Schengen são espaços distintos, porque o primeiro regula a livre circulação, e o segundo designa as medidas de segurança tomadas para garantir a livre circulação. Este conjunto de regras, também conhecido como acordos de Schengen, deve o seu nome à localidade de Schengen, no Luxemburgo, na fronteira com a França e a Alemanha.

## História

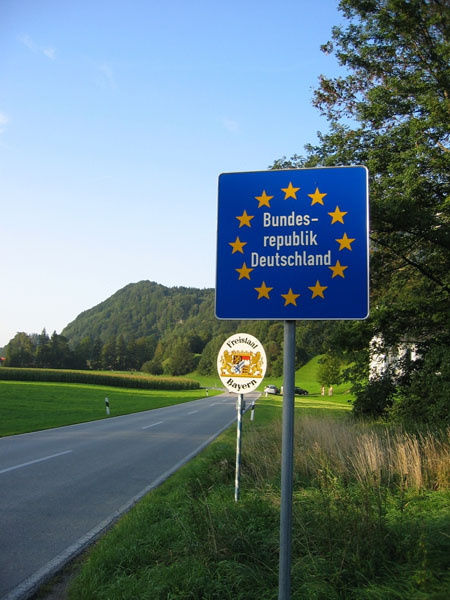
Um sinal típico de Schengen na fronteira entre a Áustria e a Alemanha sem posto de controlo fixo.

O acquis de Schengen baseia-se no Acordo de Schengen (14 de junho de 1985) e na Convenção de Aplicação do Acordo de Schengen (19 de junho de 1990), assinados pelos três estados do Benelux, pela Alemanha e pela França.
Vários estados-membros da União Europeia aderiram posteriormente à Convenção: Itália (1990), Espanha e Portugal (1991), Grécia (1992), Áustria (1995), Dinamarca, Finlândia e Suécia (1996).
O Tratado de Amsterdão, que entrou em vigor a 1 de maio de 1999, incorporou o sistema Schengen na União Europeia; com a Decisão 1999/435/CE do Conselho da União Europeia de 20 de maio de 1999, foi assim adotada a lista de elementos que compõem o acquis de Schengen.
A Irlanda participa apenas parcialmente do acquis de Schengen, na medida em que o controlo de pessoas na fronteira foi mantido.
No que diz respeito à abolição dos controlos fronteiriços pelos estados-membros da UE que aderiram ao acquis de Schengen, estes terão de aguardar a aprovação prévia do Conselho da União Europeia.
Dois países terceiros, a Islândia e a Noruega, também fazem parte do Espaço Schengen desde 1996. Contudo, a sua participação no processo de tomada de decisões é limitada. A Suíça aderiu à abolição dos controlos nas fronteiras terrestres a 12 de dezembro de 2008. O Liechtenstein aderiu a 19 de dezembro de 2011. Os controlos alfandegários permanecem em vigor para todos estes países (para as mercadorias, mesmo que sejam transportadas a título pessoal).
Os novos estados-membros da UE desde 2004 e 2007 são obrigados a entrar no Espaço Schengen. Chipre são legalmente obrigados a aderir no futuro. Os outros países da UE obtiveram um período de transição antes de iniciar a livre circulação de pessoas. Para além disso, os novos estados-membros devem dotar-se de todas as infraestruturas adequadas para implementar o Sistema de Informação de Schengen (SIS).
O Reino Unido, até à sua permanência na UE, bem como a Irlanda, não aderiram ao Acordo de Schengen por várias razões:
- têm leis de imigração diferentes e muito mais brandas (especialmente o Reino Unido) do que o resto da Europa;
- os órgãos de controlo de passaportes não são forças policiais (são civis com poderes limitados), e as fronteiras externas do Espaço Schengen devem ser geridas por polícias ou polícias militares (gendarmaria);
- os dois países já aplicam o Espaço Comum de Viagens (em inglês: Common Travel Area) que aboliu as fronteiras entre eles. Se um deles quisesse aderir ao Acordo de Schengen teria de renegociar este acordo relativo ao Espaço Comum de Viagens;
- a questão da soberania sobre as Ilhas do Canal e a Ilha de Man (elas não fazem parte do Reino Unido, mas são uma dependência da Coroa Britânica. O mercado livre destas ilhas é apenas com o Reino Unido);
- ambos os Parlamentos nacionais demonstraram alguma hostilidade sobre o funcionamento de Schengen.

Três microestados, Mónaco, São Marinho e Cidade do Vaticano, não assinaram o Acordo, mas participam indiretamente no Acordo, pois não possuem barreiras alfandegárias com a França e a Itália, respetivamente, apesar da Cidade do Vaticano limitar a saída do território, tal como a entrada que é controlada.

## Descrição
O acquis de Schengen inclui:

Estados-membros da UE que participam
Estados-membros da UE que não participam mas estão obrigados a juntarem-se
Estados-membros da UE com uma cláusula de derrogação (opt-out)
Estados não membros da UE que participam
Estados não membros da UE que de facto participam
Estados não membros da UE com uma fronteira aberta

- o Acordo de Schengen, assinado em 14 de junho de 1985 pelos estados do Benelux, Alemanha e França;
- a Convenção de Aplicação do Acordo de Schengen, assinada em 19 de junho de 1990;
- os acordos de adesão à Convenção de Aplicação do Acordo de Schengen por parte da Itália, Espanha, Portugal, Grécia, Áustria, Dinamarca, Finlândia e Suécia;
- as decisões do Comité Executivo e do Grupo Central.
- Atos da União (regulamentos, diretivas e decisões) adotados pelo Parlamento Europeu e/ou pelo Conselho após a incorporação do acquis de Schengen no direito da União Europeia.

O objetivo dos acordos é promover a livre circulação dos cidadãos e o combate ao crime organizado no Espaço Schengen, através da abolição dos controlos de pessoas nas fronteiras internas entre os Estados participantes e do estabelecimento de um sistema comum de controlo nas fronteiras externas.
Os acordos também preveem o reforço da cooperação judiciária e policial na luta contra o crime, a possibilidade de as forças policiais intervirem em alguns casos mesmo fora das suas fronteiras (por exemplo, durante a perseguição de criminosos) e a integração das bases de dados policiais numa única base de dados, o Sistema de Informação de Schengen (SIS).